# Kpédékpo
Kpédékpo ist ein Arrondissement im Departement Zou im westafrikanischen Staat Benin. Es ist eine Verwaltungseinheit, die der Gerichtsbarkeit der Kommune Zagnanado untersteht.

## Demografie und Verwaltung
Gemäß der Volkszählung 2013 des beninischen Statistikamtes INSAE hatte das Arrondissement 8268 Einwohner, davon waren 4070 männlich und 4198 weiblich.
Von den 43 Dörfern und Quartieren der Kommune Zagnanado entfallen acht auf Kpédékpo:
1. Agongbodji
2. Agonvè
3. Ahlan
4. Azakpa
5. Kpoto
6. Loko-Alankpé
7. Womèto
8. Zantan-Igbo-Ola